# Gorsleben
Gorsleben – dzielnica miasta An der Schmücke w Niemczech, w kraju związkowym Turyngia, w powiecie Kyffhäuser. Do 31 grudnia 2018 samodzielna gmina wchodząca w skład wspólnoty administracyjnej An der Schmücke.